# Jaume Creixell i Barnada
Jaume Creixell i Barnada (Barcelona, 11 de juliol de 1942), de malnom, "el tigre Creixell", és un exjugador i exentrenador de futbol català que ha desenvolupat tota la seva carrera com a tècnic en equips de futbol catalans. Actualment està retirat. És conegut pel programa Alguna pregunta més? gràcies a les seves frases vehements.

## Biografia
Durant la seva etapa com a jugador, Creixell va ocupar la posició de porter a diversos equips i va arribar a formar part de la plantilla de l'Elx Club de Futbol el 1963,
 la primera temporada que el club va estar a primera divisió. Com a porter, va desenvolupar una bona part de la seva carrera esportiva en equips com el CF Badalona, on va debutar i va jugar fins a tres vegades, Unió Esportiva de Sants, Terrassa FC, UE Sant Andreu, Real Jaén, CE Europa, Gimnàstic de Tarragona, o el Real Betis, entre d'altres clubs, fins que es va retirar del futbol professional amb 33 anys. Va jugar un partit, com a cedit del Sants, amb el Reial Club Deportiu Espanyol de Barcelona.
El 1975, pocs mesos abans de retirar-se, va començar la seva carrera com a entrenador al CF Badalona, darrer equip on va jugar. Posteriorment va passar per les banquetes d'equips de la Tercera Divisió espanyola de futbol com el CE Mataró o l'FC Santboià, entre d'altres, fins que el 1989 va obtenir un dels seus grans èxits com a tècnic de la Unió Esportiva Sant Andreu, club on es va estar des del 1988 fins al 1991. El 1990, Creixell va aconseguir l'ascens a Segona Divisió B amb l'equip de Barcelona i va ser triat millor tècnic de l'any en el grup català de Tercera. Va estar un any més al Sant Andreu, fins que va ser destituït.
Després de dues etapes en l'AEC Manlleu i l'FC Palafrugell amb mals resultats, Creixell va tornar al Sant Andreu el 1993, i va entrenar el club barceloní dues temporades. Després va passar pel CF Badalona i pel CE Mataró, i el 1997 va fitxar per la UE Sitges, que va entrenar fins que va tornar al Sant Andreu el 1999. Durant la dècada dels noranta, Creixell va dirigir sis equips catalans.
Després d'una breu estada a la UDA Gramenet, el 2002 fitxa pel Centre d'Esports l'Hospitalet com a secretari tècnic, i s'hi manté dues temporades, durant les quals el club hospitalenc baixa a Tercera. El 2005 torna al Sant Andreu per fer-hi la mateixa tasca i s'hi està dos anys, fins que es desvincula del càrrec el 2007. Aquest mateix any torna al Club Esportiu Mataró, on aguanta dos anys, i no pot evitar que el club, enmig d'una crisi institucional, baixi a Preferent.
 El 2009 va tornar a les banquetes per dirigir el CD Montcada i a mitjans de la campanya 2010-11 el va contractar el Club Esportiu Premià.
Durant els seus trenta-quatre anys com a entrenador, Creixell ha entrenat tretze clubs de futbol catalans en diverses etapes i de manera ininterrompuda. La Federació Catalana de Futbol el va voler guardonar el 2008 amb una medalla en reconeixement de la seva carrera, però Creixell hi va renunciar després d'una agra polèmica en ser expulsat d'un partit. L'endemà va demanar disculpes a l'organisme.
L'abril del 2011 va abandonar el CE Premià
i va entrar en els mitjans de comunicació com a tertulià a Ona FM i a Punto Pelota i, de manera espontània, a Alguna pregunta més?. Actualment fa de tertulià al programa de SER Catalunya, Què t'hi jugues? i és copresentador al programa de Televisió de Badalona: La taverna mediàtica.